# Meden
Meden (grec antic: Μηδέν, Medèn) fou una ciutat de Numídia situada a la comarca de les muntanyes Papua. S'hi va retirar el rei vàndal Gelimer el 534, però es va haver de rendir a Pharas.